# 쓰가루반도

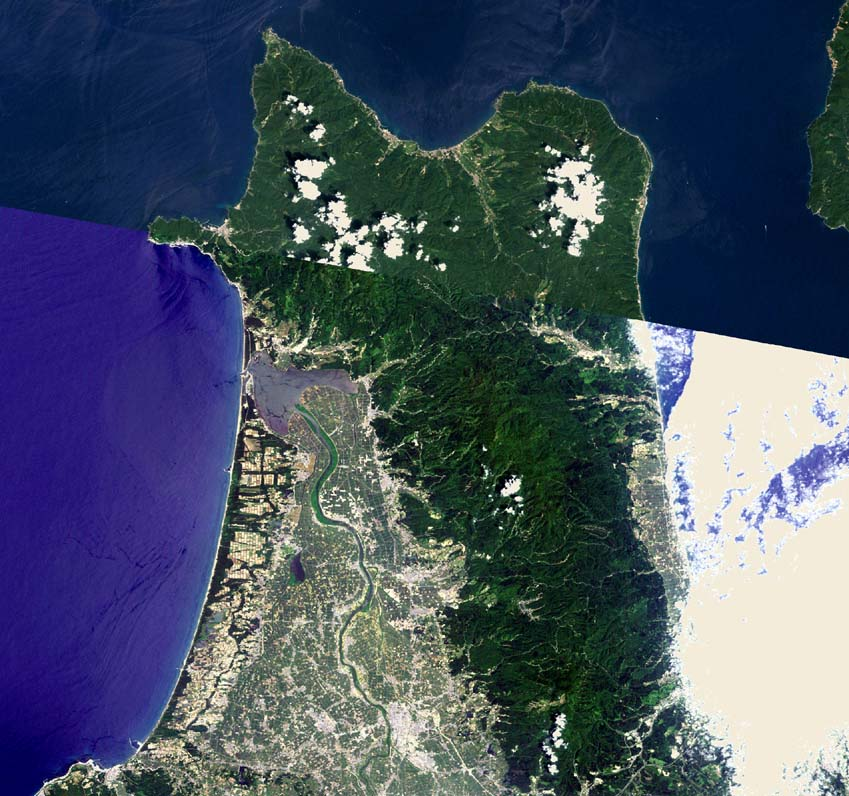
쓰가루반도의 모습(랜드샛). 아오모리시 부근은 구름에 가려져 있다.

쓰가루반도(일본어: 津軽半島, つがるはんとう)는 일본 혼슈의 북단에 있는 반도로 아오모리현에 소속되어 있다. 동쪽 해안은 아오모리만, 무쓰만과 그 개구부인 다이라다테해협을 끼고 시모키타반도와 마주보고 있다. 북쪽 해안은 쓰가루 해협을 사이에 두고 홋카이도의 마쓰마에반도와 마주보고 있으며, 서쪽 해안은 동해이다.